# وولمرات
وولمرات (به آلمانی: Wollmerath) یک شهر در آلمان است که در کوخم-تسل واقع شده‌است. وولمرات ۲۱۳ نفر جمعیت دارد.